# Tadeo Dávila
Tadeo Fernández Dávila y Eyzaguirre fue un abogado que integró la Real Audiencia de Charcas y se desempeñó como asesor y gobernador intendente en varias Intendencias del Virreinato del Río de la Plata. Estando a cargo interinamente del gobierno de La Paz tuvieron lugar los sucesos del 16 de julio de 1809 que desembocaron en la constitución de la Junta Tuitiva. 

## Biografía
Nació en la Villa de Moquegua, Virreinato del Perú. Fue hijo de Pedro Fernández Dávila y Micaela de Eyzaguirre. Marchó a la ciudad de Chuquisaca para efectuar sus estudios en el Colegio de San Juan Bautista de La Plata. Posteriormente, se graduó de doctor en Sagrados Cánones y Derecho en la Universidad Mayor Real y Pontificia San Francisco Xavier de Chuquisaca el 7 de agosto de 1770, donde se desempeñó luego como catedrático de filosofía y sagrada escritura. Integró la Real Audiencia de Charcas y fue asesor del Cabildo.

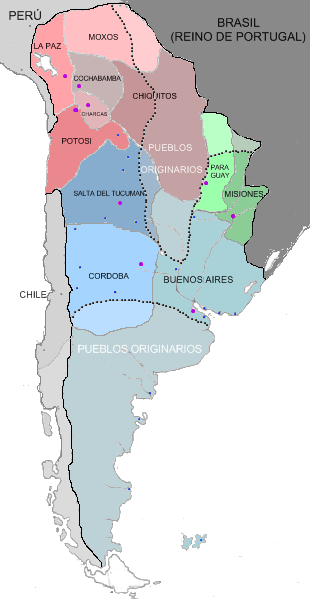
Virreinato del Río de la Plata, 1783.

El 22 de octubre de 1775 se casó con María Josefa Gertrudis de Larreátegui, natural de Lima, poseedora de un mayorazgo e hija del corregidor de Chayanta, José Gabriel de Larreátegui. Con ella tuvo dos hijas, Mariana (1777-1840) y Margarita Fernández Dávila (1780-1841).
En 1778 el gobernador del  Tucumán, Andrés de Mestre lo designó teniente de gobernador y justicia mayor de Jujuy, cargos que mantuvo hasta 1780. Ayudó en la represión de la sublevación de los tobas que, al mando del lenguaraz de la reducción de San Ignacio, el mestizo José Quiroga, se alzaron a comienzos de 1781 en apoyo del levantamiento de Túpac Amaru. Asesoró a Mestre en el proceso y en las duras sentencias dictadas contra los prisioneros.
El 21 de septiembre de 1783 fue designado como teniente letrado y asesor del gobernador intendente de Salta del Tucumán, el mismo Mestre. Entre 1797 y 1798 se desempeñó como gobernador intendente sucediendo en el puesto a Ramón García de León y Pizarro.
En 1799 se afincó en La Paz, donde se desempeñó como teniente letrado y asesor del  gobernador intendente Antonio Burgunyo de Juan.
En 1805 se desencadenó en la ciudad un movimiento emancipador liderado por Pedro Domingo Murillo, pero ante los alcances que reveló la investigación preliminar, que involucraban a las mismas autoridades, no se tomó medida alguna.
Pese a haber solicitado su retiro como asesor, tras la muerte de Burgunyo, Tadeo Dávila asumió como gobernador intendente de La Paz en forma interina en 1807 y se mantuvo en el cargo (pese a haber recibido su retiro) hasta 1809, año en que se produjo la Revolución de Chuquisaca y el posterior levantamiento en La Paz.
Ese año designó a su sobrino Manuel Tamayo como receptor de Alcabalas del pueblo de Pacallo, en la Provincia de Yungas, lo que era considerado un procedimiento que iba en perjuicio de la Renta de Alcabalas y de la población india, a quien el Receptor debía proveer de aguardiente y coca.
En junio de 1809, Dávila hizo regresar las tropas veteranas de La Paz destinadas en aquella ciudad para restringir los movimientos de Pedro Indaburu, jefe del batallón de milicias que permanecía en la ciudad y favorable al partido de la independencia.
La noche del 21 de septiembre de ese año se tuvo noticia de la prisión del rey Fernando VII de España lo que contribuyó a acelerar las actividades de los patriotas. El 13 de octubre se juró a Fernando y el 3 de diciembre arribó José Manuel de Goyeneche enviado de la Junta de Sevilla, autotitulada Suprema. El Jueves Santo de 1809 se descubrió un movimiento que involucraba al vecino Tomás Orantía, de la Administración de Tabacos. Dávila, quien fue advertido por el español Ramón Rivert, tomó mínimas medidas haciendo salir a los involucrados pero sin profundizar en las pesquisas.
Tras los sucesos del 25 de mayo en Chuquisaca, fue enviado a La Paz por la Real Audiencia de Charcas el doctor Mariano Michel Mercado quien se presentó el 8 de junio con una Real Provisión  para detener a varios que habían escapado de aquella ciudad. No obstante, la misión de Michel era contactar al partido de la independencia. Un mes después, cuando regresó, el movimiento estaba ya previsto para el 16 de julio, fiesta de Nuestra Señora del Carmen. Ese día, finalizada la procesión, las tropas veteranas fueron licenciadas, lo que aprovecharon los revolucionarios para movilizar las milicias y tocando a rebato las campanas de la Catedral para convocar al pueblo, dando vivas a Fernando, muerte al mal gobierno y a los chapetones. 
Tras copar el cuartel de los veteranos detuvieron a Dávila que se había dirigido en busca del apoyo de las tropas. Dávila fue remitido detenido al palacio episcopal junto al obispo mientras se convocaba a Cabildo Abierto. El Cabildo una vez reunido y bajo la presión popular comisionó a Juan Bautista Sagárnaga, acompañado de Manuel Cossio, a intimar a Dávila y al obispo sus renuncias, dándole una hora de término, lo que fue concedido. El 18 fue trasladado a la Casa de Gobierno por un piquete encabezado por el presidente del Cabildo Diego Quint y Fernández Dávila. El día 24 se constituyó la Junta Tuitiva de gobierno encabezada por Murillo. El movimiento sería finalmente disuelto cuando las tropas de José Manuel de Goyeneche entraron en La Paz el 25 de octubre.
Tadeo Dávila falleció en La Paz el 4 de febrero de 1814, recibiendo sepultura en la iglesia de San Francisco.
| Predecesor: Ramón García de León y Pizarro | Intendente de Salta del Tucumán 1797-1798 | Sucesor: Rafael de la Luz |